# Jay Haley
Jay Douglas Haley (19. srpnja 1923. – 13. veljače 2007.) je bio jedan od utjecajnijih psihoterapeuta dvadesetog stoljeća. Jedan je od osnivača usmjerene i obiteljske terapije, te jedan od uspješnijih učitelja, supervizora (nadglednik) i autora u ovim područjima.
Haley u obiteljskoj terapiji naglašava važnost hijerarhije, smatra da disfunkcionalnost i patologiju u obitelji uzrokuje zbunjenost na tom području. Terapija se svodi na promjenu odnosu među članovima obitelji.